# 安藤百福發明紀念館
安藤百福發明紀念館，也被稱為杯麵博物館，為紀念日清食品創辦人安藤百福的博物館，在日本共有兩所：
- 安藤百福發明紀念館 大阪池田：又稱為「杯麵博物館 大阪池田｣，位於大阪府池田市滿壽美町，於1999年開始營業，舊名為「即食麵發明紀念館」。
- 安藤百福發明紀念館 橫濱（日语：安藤百福発明記念館_横浜）：又稱為「杯麵博物館 橫濱｣，位於神奈川縣橫濱市中區新港（日语：新港 (横浜市)），於2011年開始營業，舊名為「安藤百福發明紀念館」。

兩所博物館都是由日清食品的控股公司所經營，在2017年為統一使用「安藤百福發明紀念館」之名稱，才分別改為現在的名稱。

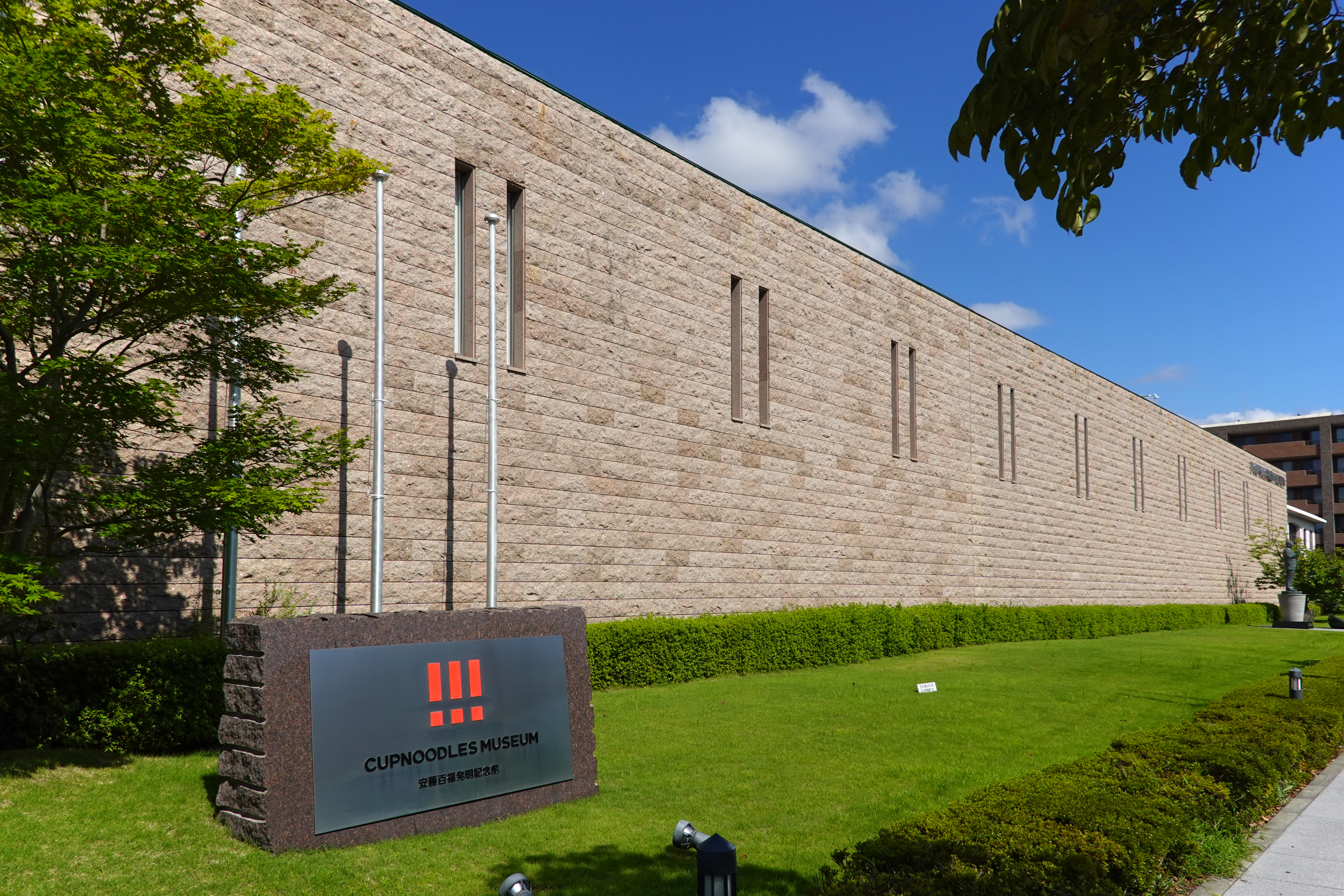
安藤百福發明紀念館 大阪池田
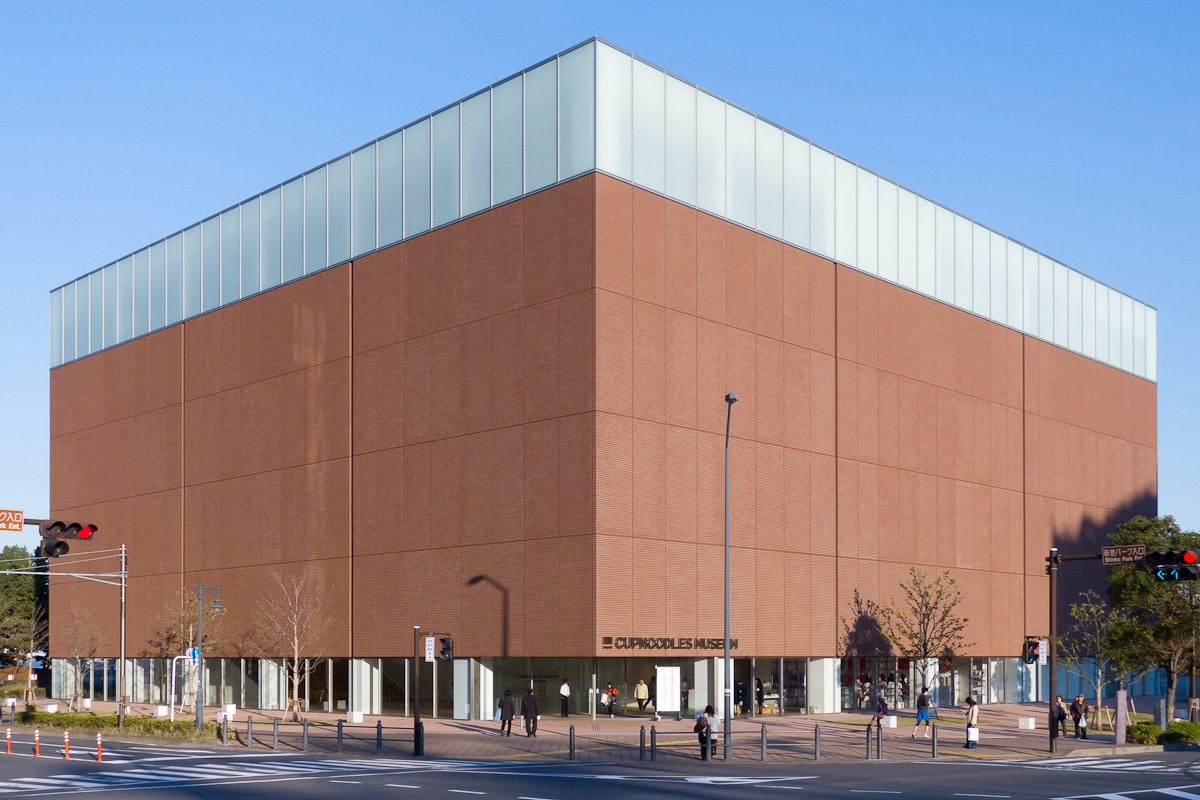
安藤百福發明紀念館 橫濱

## 外部連結
- （日語） 安藤百福發明紀念館 大阪池田 （页面存档备份，存于）
- （日語） 安藤百福發明紀念館 橫濱 （页面存档备份，存于）